# Лисенко-Ткачук Ірина Василівна
Лисенко-Ткачук Ірина Василівна (11 січня 1952, Хабаровськ, Російська Федерація) — український живописець, Заслужений діяч мистецтв України, професор.

## Біографія
Лисенко-Ткачук Ірина Василівна народилась 11 січня 1952 року в Хабаровську Російської Федерації. 1976 року закінчила Київський художній інститут (викладачі Василь  Гурін, Олександр Лопухов). 1987 року навчалась у творчих майстернях АМ СРСР у Києві (керівник С. Григор'єв). Займається творчою роботою, створює портрети діячів української науки, Церкви, літератури. У творчості переважає відтворення особистих рис. Художниця поетично сприймає світ, пише пейзажі, натюрморти. Лисенко-Ткачук І. В. — учасниця всеукраїнських та закордонних художніх виставок від 1976 року. Персональні виставки художниці відбулись у — у Києві (1997, 1999, 2006, 2008, 2010, 2012), Порту (Португалія, 2006, 2008, 2012), Лісабоні (2010).
Професор Національної академії керівних кадрів культури і мистецтв, член правління ВБО «Український фонд культури». Живе і працює в Києві.
Лисенко-Ткачук І. В. — відомий мистецтвознавець, автор низки мистецьких досліджень. Зокрема, у статті Особливості скульптурно-архітектурного оздоблення фасадів Маріїнського палацу висвітлила питання синтетичного поєднання мистецтва скульптури та архітектури. Автор розглядає характерні особливості, притаманні будівлі — зразку садово-паркової архітектури України у декоративному прикрашанні скульптурою фасадної частини.

## Досягнення
- 1984 — Член Національної спілки художників України
- 2000 — Заслужений діяч мистецтв України

## Твори
- 1984 - «Біля вікна», «Зима. Недільний день»
- 1989 — «М. Грушевський»
- 1995 — «Святійший Володимир — патріарх Київський і всієї Руси-України»
- 1997 — «Кардинал Мирослав Любачівський», «Філарет», «Йосиф Сліпий», «Симон Петлюра», «Любомир Гузар»
- 1998 — «Святійший патріарх Мстислав», «Митрополит Іларіон (Огієнко)»
- 2002 — серія абстракцій «Червоні риби, які з'їли сонце»
- 2008 — «Португальська родина», «Дніпро», триптих «Порту»
- 2009 — «Золота осінь», «Карпати»
- 2010 — «Вечір у Києві», «Катаріна і Олександра»
- 2014 — «Україночка», «Соняшники і діти», «Осінній натюрморт із білими квітами»
- 2015 — «Львівська панорама»
- 2013–15 — декоративний розпис «Кримська фантазія. Альтанка»